# アクアドライブシステム
アクアドライブシステム（英: Aqua-Drive-System、ADS）は、工学分野や化学分野において、一般水道水を用いて、装置を駆動する新しい水圧システム技術方式。
一般水道水というクリーンな作動流体により、衛生リスク、防爆リスク、環境リスクなどの最小化が可能。

## 特徴
空圧や油圧と同様流体の力を応用しているが、一般的に低圧（水道圧）から中圧領域で使用される。電動や空圧と比べ、油圧と同様にエネルギー密度が高く、高出力が可能である。また、水で駆動をするため爆発や火災などの心配が少ない安全で環境負荷が少ない方式である

## 原理
いわゆるパスカルの原理を応用して大きな力を発揮する。二つのピストンの面積を１：4とすると、小さいピストンに一定の力を加えて押し下げると、大きいピストンはその4倍の力、1/4の速度で上昇する。ADS駆動は水圧ポンプで作った高圧の流体をパイプで送り出し、所定の場所に設置されたシリンダーや水圧モーターなどで仕事を行う動力方式である。

## 長所
- 作動流体が水道水のため、高度な衛生管理が可能
- 機構部分の丸あらい洗浄が容易に可能
- 作動流体を使って、高圧洗浄、噴流、冷却などが同じ動力源で可能
- 一般水道からの圧力でも動かすことが可能
- 作動流体を一般水道から得ることが可能
- 水中での使用が可能
- 電機や油圧に比べて火災の危険性がなく、防爆機構が容易
- 流体の廃棄が容易
- 非圧縮性流体のためエネルギー密度が高い

## 短所
- 流体が水道水のため錆が発生する材料の使用できない
- 機器の構成部品がステンレスや樹脂になるため機器が高価になりやすい
- 作動流体の水の管理が必要である
- 0℃以下の場合は不凍剤をいれる必要がある

## 主な用途
- 食品機械
- 試験機
- 洗浄
- 防災・レスキュー
- 医療福祉
- 放射線下での機材
- 医薬・化粧品
- 河川・海中などの水中工具
- 土木（水門　ゲートなど）
- 半導体